# Конде-сюр-Ітон
Конде́-сюр-Іто́н (фр. Condé-sur-Iton) — колишній муніципалітет у Франції, у регіоні Нормандія, департамент Ер. Населення — 900 осіб (2011).
Муніципалітет був розташований на відстані близько 105 км на захід від Парижа, 70 км на південь від Руана, 25 км на південний захід від Евре.

## Історія
До 2015 року муніципалітет перебував у складі регіону Верхня Нормандія. Від 1 січня 2016 року належав до нового об'єднаного регіону Нормандія.
1 січня 2016 року Конде-сюр-Ітон, Дамвіль, Гувіль, Мантелон, Ле-Ронсене-Отене i Ле-Сак було об'єднано в новий муніципалітет Меній-сюр-Ітон.

## Демографія
Динаміка населення (INSEE ):
Розподіл населення за віком та статтю (2006):
| Стать | Всього | До 15 років | 15-24 | 25-44 | 45-64 | 65-85 | Понад 85 |
| --- | ------ | ----------- | ----- | ----- | ----- | ----- | -------- |
| Чоловіки | 404    | 52          | 28    | 128   | 120   | 68    | 8        |
| Жінки | 432    | 100         | 40    | 100   | 104   | 84    | 4        |
| \| Статево-вікова піраміда \| Статево-вікова піраміда \| Статево-вікова піраміда \| \| ----------------------- \| ----------------------- \| ----------------------- \| \| Чоловіки \| Вік \| Жінки \| \| 8 \| 85 + \| 4 \| \| 4 \| 80-84 \| 8 \| \| 28 \| 75-79 \| 24 \| \| 8 \| 70-74 \| 28 \| \| 28 \| 65-69 \| 24 \| \| 16 \| 60-64 \| 12 \| \| 44 \| 55-59 \| 36 \| \| 32 \| 50-54 \| 32 \| \| 28 \| 45-49 \| 24 \| \| 44 \| 40-44 \| 36 \| \| 40 \| 35-39 \| 36 \| \| 20 \| 30-34 \| 16 \| \| 24 \| 25-29 \| 12 \| \| 12 \| 20-24 \| 20 \| \| 16 \| 15-20 \| 20 \| \| 20 \| 10-14 \| 48 \| \| 16 \| 5-9 \| 24 \| \| 16 \| 0-4 \| 28 \| |        |             |       |       |       |       |          |
| Статево-вікова піраміда |        |             |       |       |       |       |          |
| Чоловіки | Вік    | Жінки       |       |       |       |       |          |
| 8 | 85 +   | 4           |       |       |       |       |          |
| 4 | 80-84  | 8           |       |       |       |       |          |
| 28 | 75-79  | 24          |       |       |       |       |          |
| 8 | 70-74  | 28          |       |       |       |       |          |
| 28 | 65-69  | 24          |       |       |       |       |          |
| 16 | 60-64  | 12          |       |       |       |       |          |
| 44 | 55-59  | 36          |       |       |       |       |          |
| 32 | 50-54  | 32          |       |       |       |       |          |
| 28 | 45-49  | 24          |       |       |       |       |          |
| 44 | 40-44  | 36          |       |       |       |       |          |
| 40 | 35-39  | 36          |       |       |       |       |          |
| 20 | 30-34  | 16          |       |       |       |       |          |
| 24 | 25-29  | 12          |       |       |       |       |          |
| 12 | 20-24  | 20          |       |       |       |       |          |
| 16 | 15-20  | 20          |       |       |       |       |          |
| 20 | 10-14  | 48          |       |       |       |       |          |
| 16 | 5-9    | 24          |       |       |       |       |          |
| 16 | 0-4    | 28          |       |       |       |       |          |

## Економіка
2010 року серед 562 осіб працездатного віку (15—64 років) 375 були активними, 187 — неактивними (показник активності 66,7%, у 1999 році було 62,4%). З 375 активних мешканців працювала 341 особа (178 чоловіків та 163 жінки), безробітними було 34 (16 чоловіків та 18 жінок). Серед 187 неактивних 37 осіб було учнями чи студентами, 56 — пенсіонерами, 94 були неактивними з інших причин.

У 2010 році в муніципалітеті числилось 339 оподаткованих домогосподарств, у яких проживали 838,0 особи, медіана доходів виносила 19 125 євро на одного особоспоживача